# Тертишна Ольга Михайлівна
Ольга Михайлівна Тертишна (нар. 23 вересня 1958, місто Жовті Води Дніпропетровської області) — українська радянська діячка, монтажниця приладного заводу «Електрон» у місті Жовті Води Дніпропетровської області. Депутат Верховної Ради УРСР 11-го скликання.

## Біографія
Освіта середня.
З 1976 року — монтажниця приладного заводу «Електрон» у місті Жовті Води Дніпропетровської області.
Потім — на пенсії в місті Жовті Води Дніпропетровської області.

## Нагороди
- ордени
- медалі